# Óscar Palomino
Óscar Palomino Fernández (ur. 18 kwietnia 1972 w Barcelonie) – hiszpański bokser.
Uczestniczył w Letnich Igrzyskach Olimpijskich, w 1992 roku, przegrał w pierwszej rundzie w wadze lekkiej z Arturem Grigorianem.